# メガ・シャークVSグレート・タイタン
『メガ・シャークVSグレート・タイタン』（原題：Mega Shark vs. Kolossus）は、2015年のアメリカ映画。
アサイラムの「メガ・シャークシリーズ」第4作。日本では、2015年5月16日から同年6月26日まで新宿シネマカリテで開催された「カリテ・ファンタスティック! シネマコレクション2015」で上映された。

## あらすじ
メガ・シャークVSメカ・シャークの戦いから1年後、とあるロシアの漁船がメカ・シャークの自爆に巻き込まれたはずのメガ・シャークを引き上げた、そのメガ・シャークは1年前のメガ・シャークが産んだ卵から孵化した個体だった。その頃ウクライナでは、ソ連が開発した巨大兵器コロッサスが、テロリストによって目覚めようとしていた。

## キャスト
役名、俳優、日本語吹替。
- アリソン・グレイ - イリアナ・ダグラス（桜井ひとみ）
- モイラ・キング - エイミー・ライダー（英語版）（丸山有香）
- タイタス・ジャクソン提督 - アーネスト・トーマス（黒澤剛史）
- ジョシュア・デイン - ブロディ・ハツラー（矢野智也）
- スペンサー - エドワード・デルイター（赤坂柾之）
- ウィルヘルム - アダム・ダネルズ（井川秀栄）

- その他の日本語吹替 - 北田理道、齋藤綾、渡邊惇、柳澤健次、押川チカ、早川舞